# Corongo
A cidade peruana de Corongo é a capital da Província de Corongo, situada no Departamento de Ancash, pertencente a Região de Ancash, Peru.